# 黄武 (政治人物)
黄武（1960年1月—），男，汉族，广东揭阳人，中华人民共和国政治人物，现任广东省政协副主席，第十三届全国政协委员。